# Slatine
Slatine is een plaats in de gemeente Split in de Kroatische provincie Split-Dalmatië. De plaats telt 995 inwoners (2001).